# Teorema de Erdős–Anning
O Teorema de Erdős–Anning afirma que um conjunto infinito de pontos no plano que têm distâncias mútuas inteiras pode existir se e somente se todos os pontos estão em linha reta. O nome é uma homenagem a Paul Erdős e Norman H. Anning, que o provaram em 1945.
Uma maneira alternativa de enunciar o teorema é que um conjunto de pontos não colineares no plano com distâncias inteiras pode apenas ser ampliado adicionando-se um número finito de pontos adicionais, antes que não se possa adicionar mais pontos. Mais especificamente, se um conjunto de três ou mais pontos não colineares tem distâncias inteiras, nenhuma excedendo algum número d, então no máximo {\displaystyle 4(d+1)^{2}} pontos a distâncias inteiras podem ser adicionados ao conjunto.